# Gauliga Weser-Ems 1942/43
Die Gauliga Weser-Ems 1942/43 war die erste Spielzeit der Gauliga Weser-Ems des Fachamtes Fußball. Sie entstand neben der Gauliga Südhannover-Braunschweig als kriegsbedingte Aufteilung der ehemaligen Gauliga Niedersachsen. Die Gauliga Weser-Ems wurde in dieser Saison mit zehn Mannschaften im Rundenturnier ausgespielt. Die Gaumeisterschaft sicherte sich Wilhelmshaven 05 und qualifizierte sich dadurch für die deutsche Fußballmeisterschaft 1942/43. Dort erreichten die Braunschweiger durch ein Freilos das Achtelfinale, bei dem sie auswärts gegen Schalke 04 mit 1:4 verloren und somit ausschieden. Da die Gauliga im nächsten Jahr erweitert wurde, gab es in dieser Saison keine Absteiger.

## Abschlusstabelle
| Pl. | Verein                  | Sp. | S  | U | N  | Tore    | Quote | Punkte |
| --- | ----------------------- | --- | -- | - | -- | ------- | ----- | ------ |
| 1.  | Wilhelmshaven 05        | 18  | 17 | 0 | 1  | 151:190 | 7,95  | 34:20  |
| 2.  | SV Werder Bremen        | 18  | 15 | 1 | 2  | 107:220 | 4,86  | 31:50  |
| 3.  | TSV Osnabrück           | 18  | 10 | 1 | 7  | 058:700 | 0,83  | 21:15  |
| 4.  | Bremer SV (N)           | 18  | 8  | 3 | 7  | 055:560 | 0,98  | 19:17  |
| 5.  | Bremerhaven 93 A (N)    | 18  | 9  | 1 | 8  | 048:680 | 0,71  | 19:17  |
| 6.  | Bremer Sportfreunde (N) | 18  | 7  | 2 | 9  | 045:410 | 1,10  | 16:20  |
| 7.  | Schinkel 04             | 18  | 6  | 2 | 10 | 038:530 | 0,72  | 14:22  |
| 8.  | VfL Osnabrück           | 18  | 5  | 2 | 11 | 038:770 | 0,49  | 12:24  |
| 9.  | ASV Blumenthal          | 18  | 5  | 0 | 13 | 018:840 | 0,21  | 10:26  |
| 10. | VfB Oldenburg (N)       | 18  | 2  | 0 | 16 | 017:850 | 0,20  | 04:32  |

| (N) | Aufsteiger aus der Bezirksliga |